# Energiteknik
Energiteknik är ett tvärvetenskapligt område inom tekniken som behandlar lagring, omvandling, transport och användning av energi. Detta görs ofta med hänsyn till frågor som effektivitet, säkerhet, lönsamhet och miljövänlighet.
Resursbrist, befolkningsökning och industrialisering har lett till ett ökat behov av att kunna nyttja energi (framförallt elektrisk energi), vilket frestar på världens ekonomi och miljö. På grund av detta har energitekniken fått en ökad betydelse inom i stort sett alla delar av samhället.

## Tvärvetenskapliga områden
Som en tvärvetenskap behandlas energitekniken inom en rad olika områden, några av de större nämns nedan. 
- Fysik, framförallt termodynamik, kärnfysik och relaterade ämnen.
- Kemi, framförallt inom områden som bränslen, förbränning, föroreningar, batteriteknik och bränsleceller.
- Elektroteknik
- Maskinteknik, framförallt inom områden som förbränningsmotorer, turbiner, pumpar och kompressorer.
- Geografi och geovetenskap, inom området geotermisk energi och även lagring av kärnavfall och koldioxid (CCS).
- Gruvdrift, för petrokemiska och fossila bränslen, samt brytning av kärnbränslen.
- Jord- och skogsbruk inom området bioenergi.
- Meteorologi och hydrologi för vind-, vatten- och solkraft.
- Transportsektor, för energismarta transportsystem.
- Miljöteknik

## Elkraftteknik

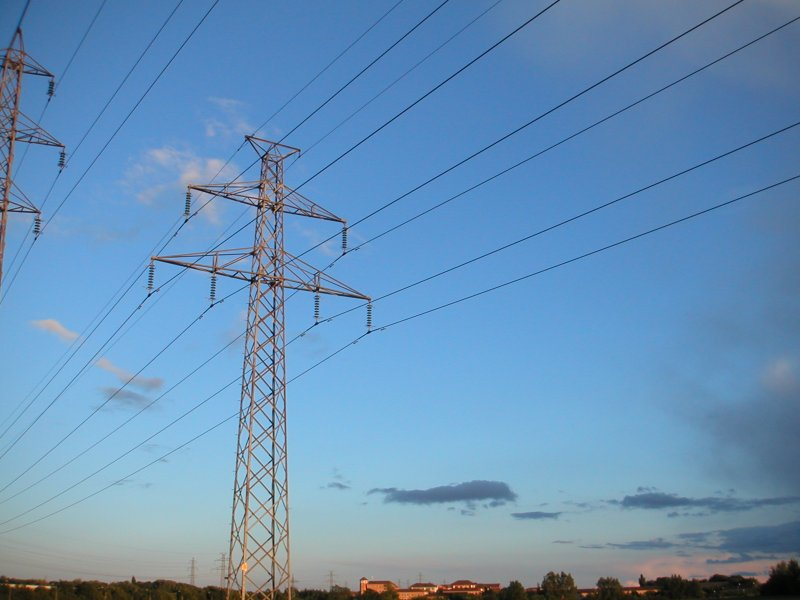
Högspänningsledningar för långväga transport av elektricitet.

Elkraftteknik behandlar områden som produktion, distribution och användning av elektrisk energi. Detta innebär bland annat generatorer, elmotorer och transformatorer. Elkraftsteknikens infrastruktur involverar ställverk, kraftledningar och elkablar. Elvärme är också ett område som behandlas.

## Energilagring
Energilagring är särskilt angeläget då man har ett överskott av elektrisk energi som man vill använda senare. Olika metoder är:
|                       | Responstid | Verkningsgrad | Karakteristik                         |
| --------------------- | ---------- | ------------- | ------------------------------------- |
| Svänghjul             | 0,001 s    | 90 %          | Begränsad energimängd Kraftelektronik |
| Batterier             | 0,1 s      | 85-95 %       | Begränsad energimängd Kraftelektronik |
| Vätgas (bränslescell) | 10-600 s   | 25-35 %       | Större energimängd Kraftelektronik    |
| Pumpkraftverk         | 10 s       | 70-85 %       | Större energimängd Synkrongenerator   |
| Vätgas (gasturbin)    | 1000 s     | 30-40 %       | Större energimängd Synkrongenerator   |
| Tryckluft             | 1 s        |               | [ 2 ] [ 3 ]                           |

## Termodynamik
Termodynamik är ett område inom den teoretiska fysiken som behandlar de grundläggande fysiska lagarna inom området energi. Termodynamiken utgör grunden för i princip all energiteknik.